# Miechowice
Miechowice (niem. Miechowitz) –  dzielnica Bytomia, utworzona 26 listopada 2008 uchwałą Rady Miejskiej, położona w zachodniej części miasta. Szacuje się, że Miechowice wraz z sąsiednimi Stolarzowicami i Górnikami liczą ok. 30 tys. mieszkańców. Jest największą dzielnicą Bytomia pod względem powierzchni i zaraz po Śródmieściu jest drugą największą dzielnicą pod względem ludności w Bytomiu.

## Nazwa
Nazwa pochodzi od polskiego określenia Zakonu Kanoników Regularnych Grobu Bożego, tj. miechowitów, którzy założyli tę miejscowość. Według niemieckiego nauczyciela Heinricha Adamy’ego nazwa miejscowości pochodzi od staropolskiej nazwy „miecha” dawnego ręcznego urządzenia służącego do rozdmuchiwania paleniska w kuźniach. W swoim dziele o nazwach miejscowych na Śląsku wydanym w 1888 roku we Wrocławiu jako starszą od niemieckiej wymienia on nazwę w obecnej polskiej formie - Miechowice podając jej znaczenie „Sackdorf (Blasbalg)” czyli po polsku „Wieś miechów”. Niemcy zgermanizowali nazwę na Miechowitz w wyniku czego utraciła ona swoje pierwotne znaczenie.
W 1936 roku nazistowska administracja III Rzeszy ze względu na polskie pochodzenie nazwy zmieniła ją na nową, całkowicie niemiecką Mechtal. Obecną nazwę oficjalnie zatwierdzono 7 maja 1946.

## Historia

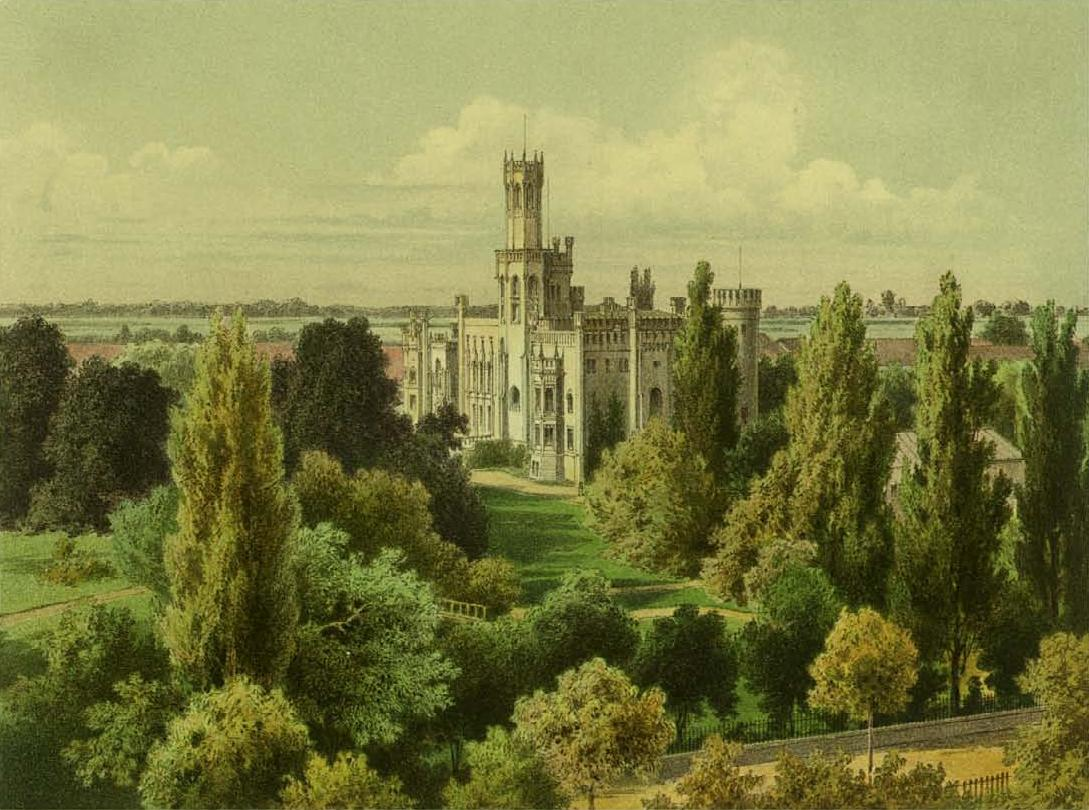
Pałac w Miechowicach około 1860, aut. Alexander Duncker

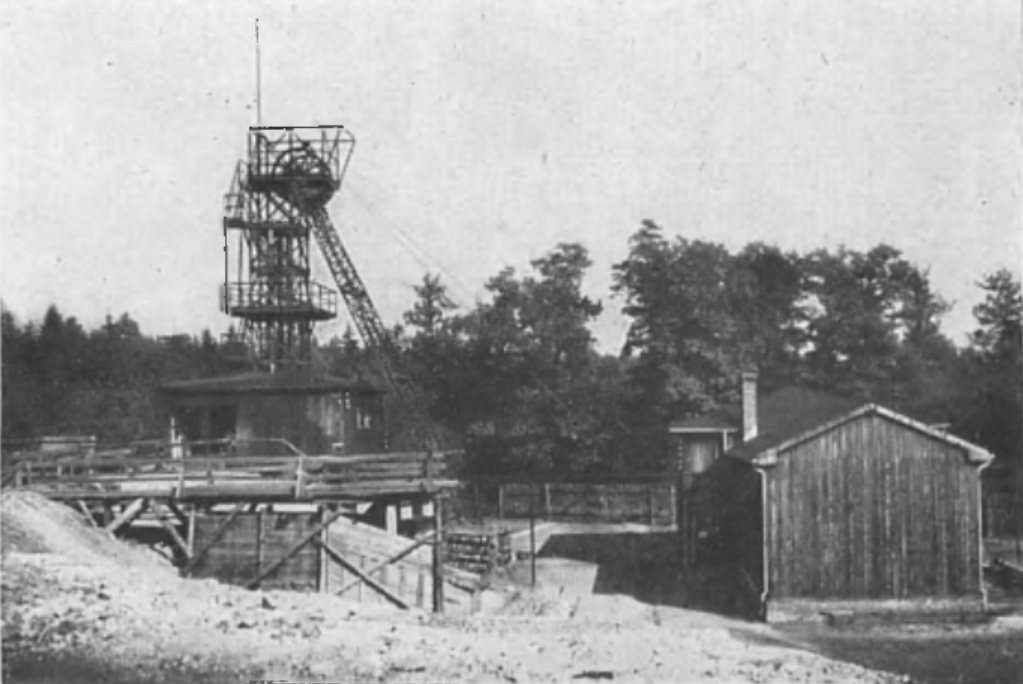
Zabudowania szybu Nimptsch kopalni Fryderyk w Miechowicach (przed 1930)

Pierwsze wzmianki na temat Miechowic pochodzą z 1336 roku . Do początków XV wieku były wsią książęcą. Już w średniowieczu wydobywano w Miechowicach galenę.
W 1740 roku, w wyniku transakcji kupna sprzedaży Miechowice zostały podzielone na dwie części: Górne i Dolne. Jerzy Fryderyk Ziemięcki zbył Górne Miechowice Franciszkowi Leopoldowi Schalschy .
Do pierwszej połowy XIX wieku były niewielką wsią, której właściciele zmieniali się wielokrotnie. Szybki rozwój Miechowic miał miejsce po zakupieniu wsi przez Ignacego Domesa w roku 1812, i uruchomieniu tu w 1823 roku jednej z największych wówczas na Górnym Śląsku kopalni galmanu Maria (patrz: Karol Godula). Nastąpiło wówczas przekształcenie dotąd niewielkiej rolniczej miejscowości w ośrodek przemysłowy. Ignacy Domes rozpoczął w 1817 roku budowę pałacu, który został później gruntownie przebudowany przez Franciszka Wincklera. Rozwój Miechowic w II poł. XIX wieku związany jest właśnie z rodziną Wincklerów, właścicieli licznych posiadłości na terenie Śląska (patrz: Burowiec, Moszna, Zamek w Mosznej). W 1837 roku urodził się w Miechowicach Norbert Bonczyk zwany „Śląskim Homerem”.
W 1875 roku Karb został odłączony od Miechowic i utworzył samodzielną gminę.
W 1902 roku otwarto w Miechowicach kopalnię węgla kamiennego Preussengrube (Prusy). Miał wówczas miejsce kolejny etap rozwoju Miechowic jako gminy przemysłowej.
Od 1911 roku wikarym w Miechowicach był ksiądz Emil Szramek, beatyfikowany w 1999 r. przez Jana Pawła II.
W 1921 roku, w czasie plebiscytu prawie trzy czwarte spośród ponad sześciu tysięcy głosujących mieszkańców Miechowic opowiedziało się za przyłączeniem do Polski, jednak w wyniku podziału Górnego Śląska pozostały one w Niemczech.
Podczas II wojny światowej walki o Miechowice trwały od 25 do 27 stycznia 1945 roku. Po wkroczeniu Armii Czerwonej około 380 mieszkańców miejscowości zostało wymordowanych przez żołnierzy (więcej w artykule Zbrodnia w Miechowicach). Ponadto Armia Czerwona rozgrabiła i zniszczyła miechowicki pałac.
Po wojnie mieszkańcy Miechowic w większości zatrudnieni byli w trzech dużych zakładach pracy: Kopalni Węgla Kamiennego Miechowice, elektrowni im. Drzymały i w Zakładach Gumowych Górnictwa. Rozbudowa osiedla mieszkaniowego na przełomie lat siedemdziesiątych i osiemdziesiątych sprawiła, że Miechowice stały się także sypialnią dla bytomskich zakładów pracy. W 2012 roku na terenie Miechowic utworzono zespół przyrodniczo-krajobrazowy Miechowicka Ostoja Leśna.

## Dzielnica

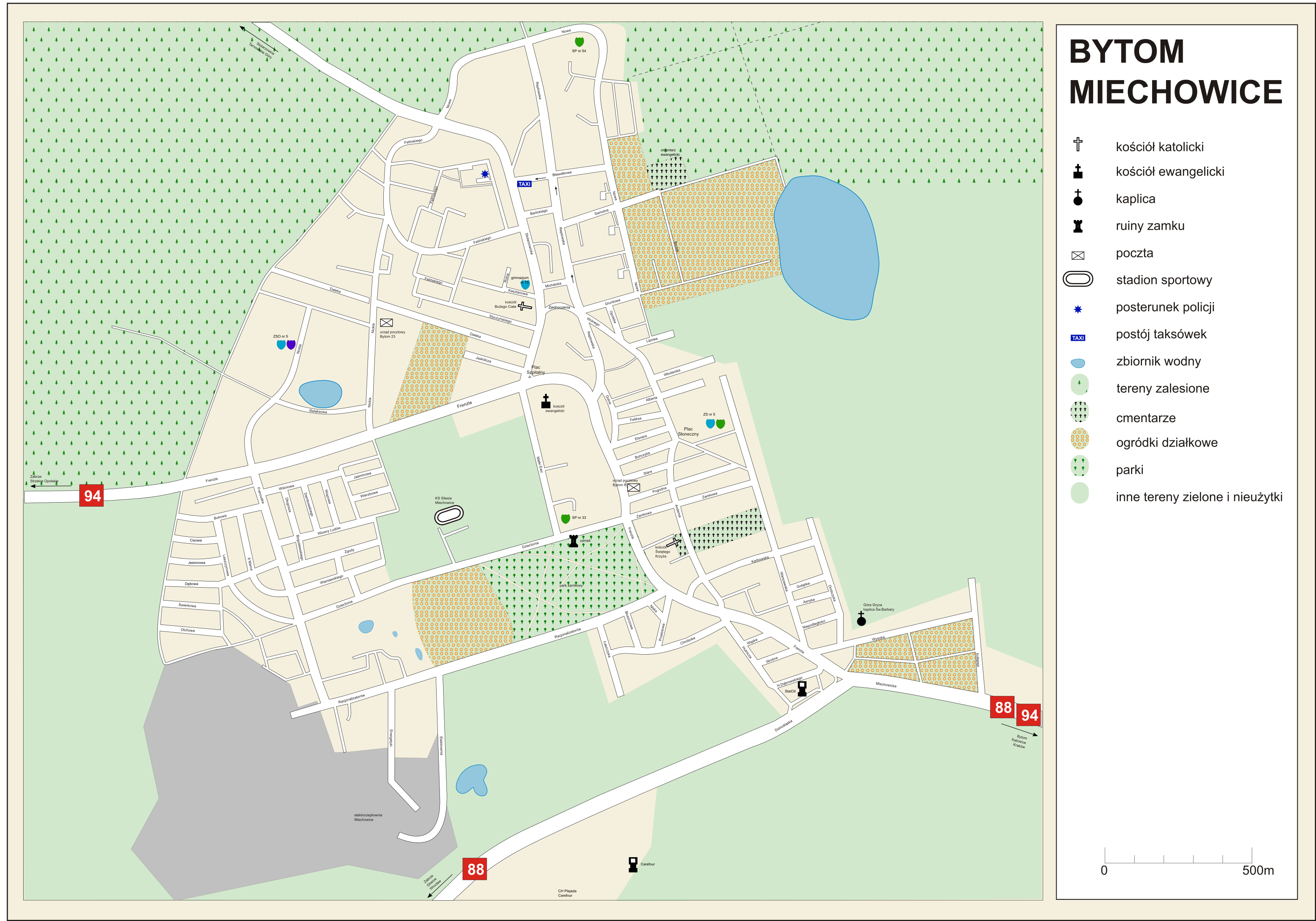
Plan Miechowic, 2005

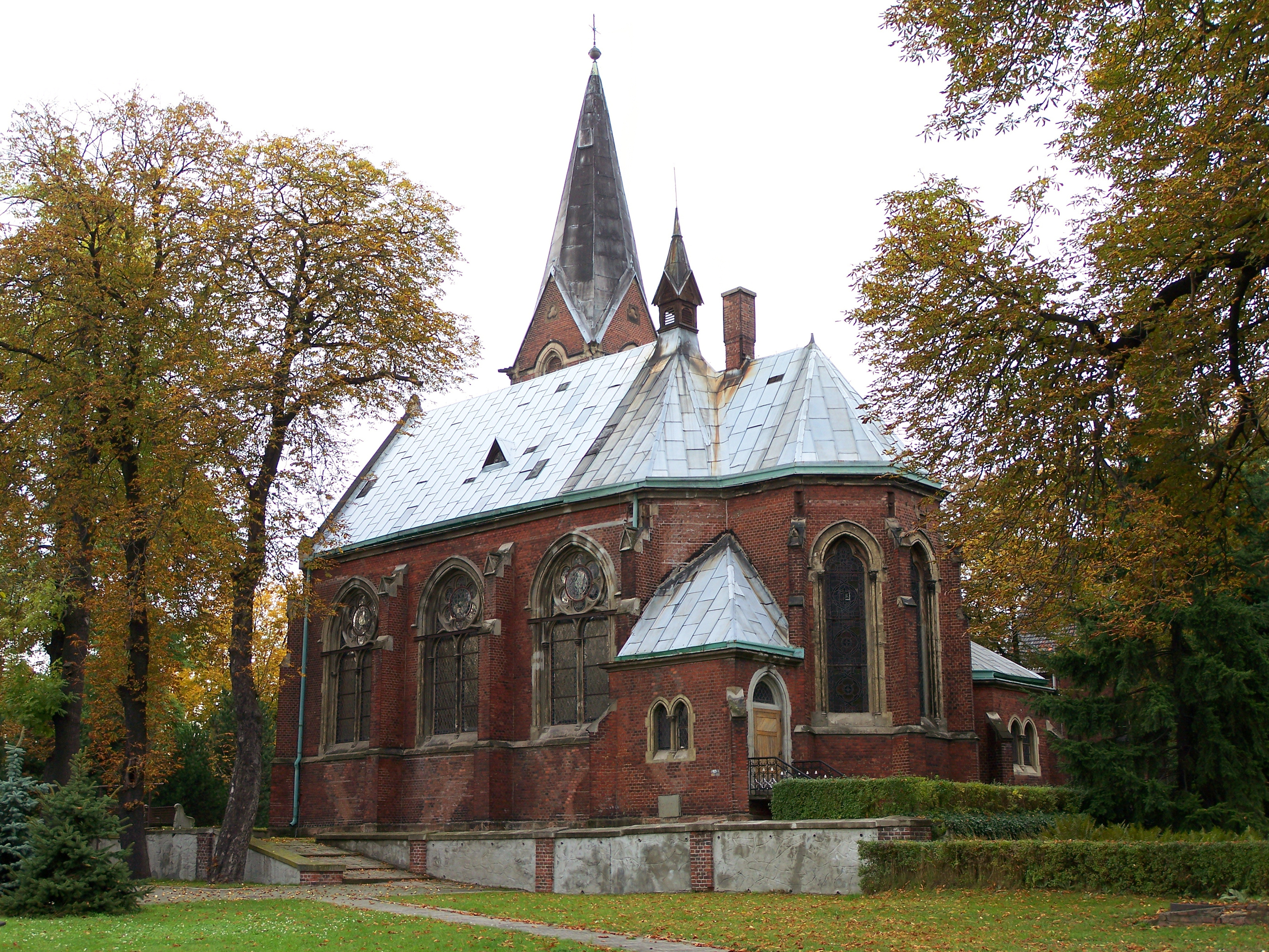
Kościół ewangelicki w Miechowicach

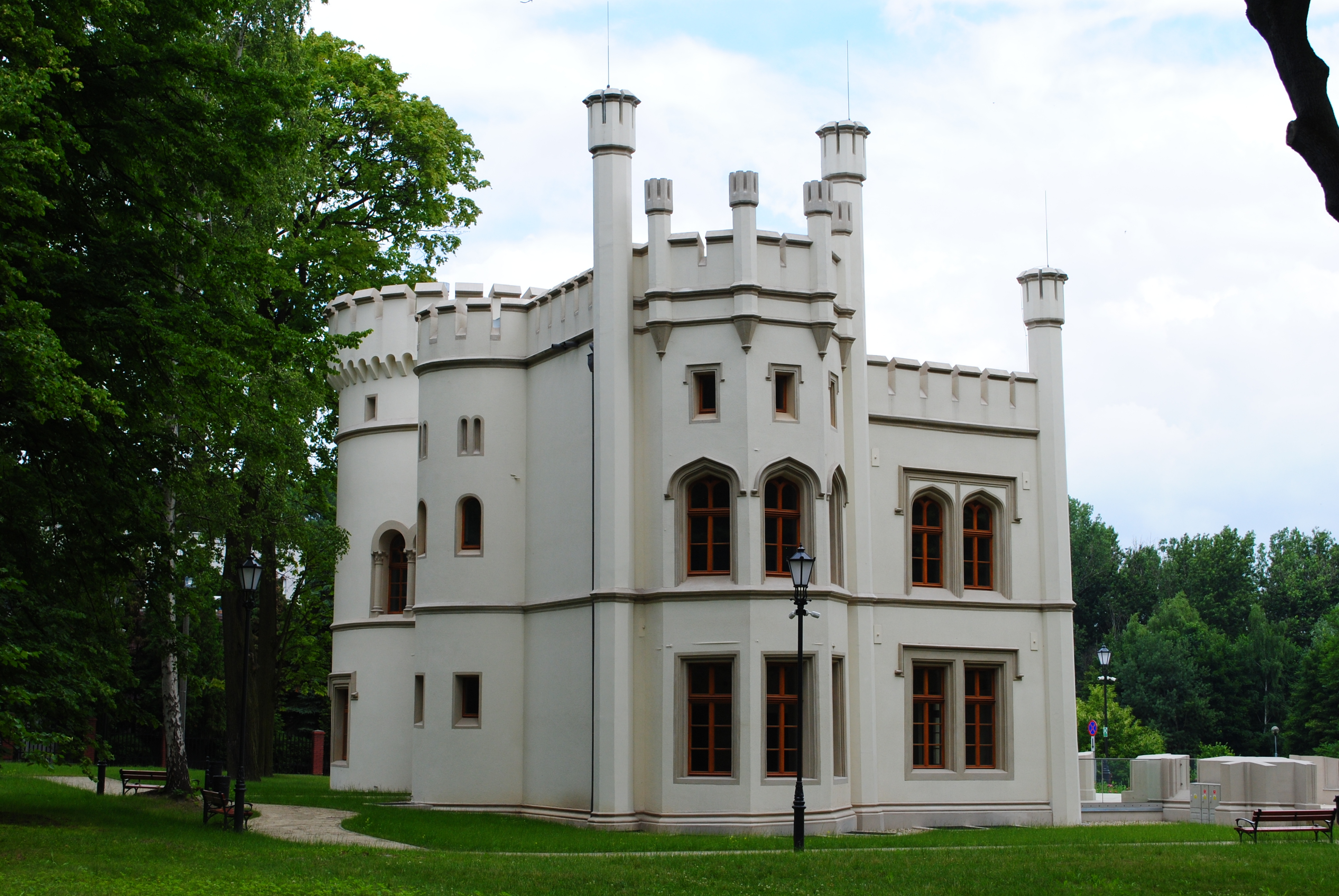
Oficyna pałacu w Miechowicach (2021)

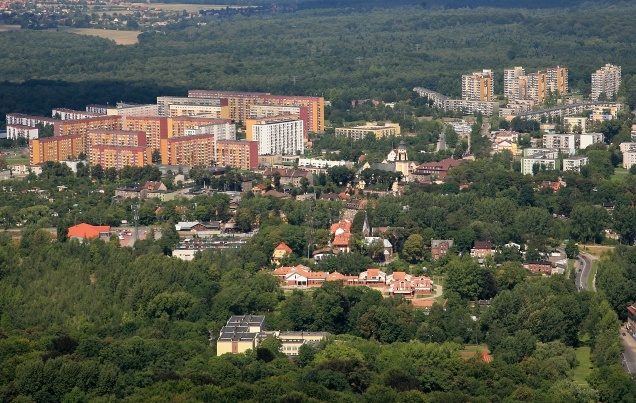
Miechowice widziane z lotu ptaka – na pierwszym planie Szkoła Podstawowa nr 33, dalej kościół Bożego Ciała i osiedle

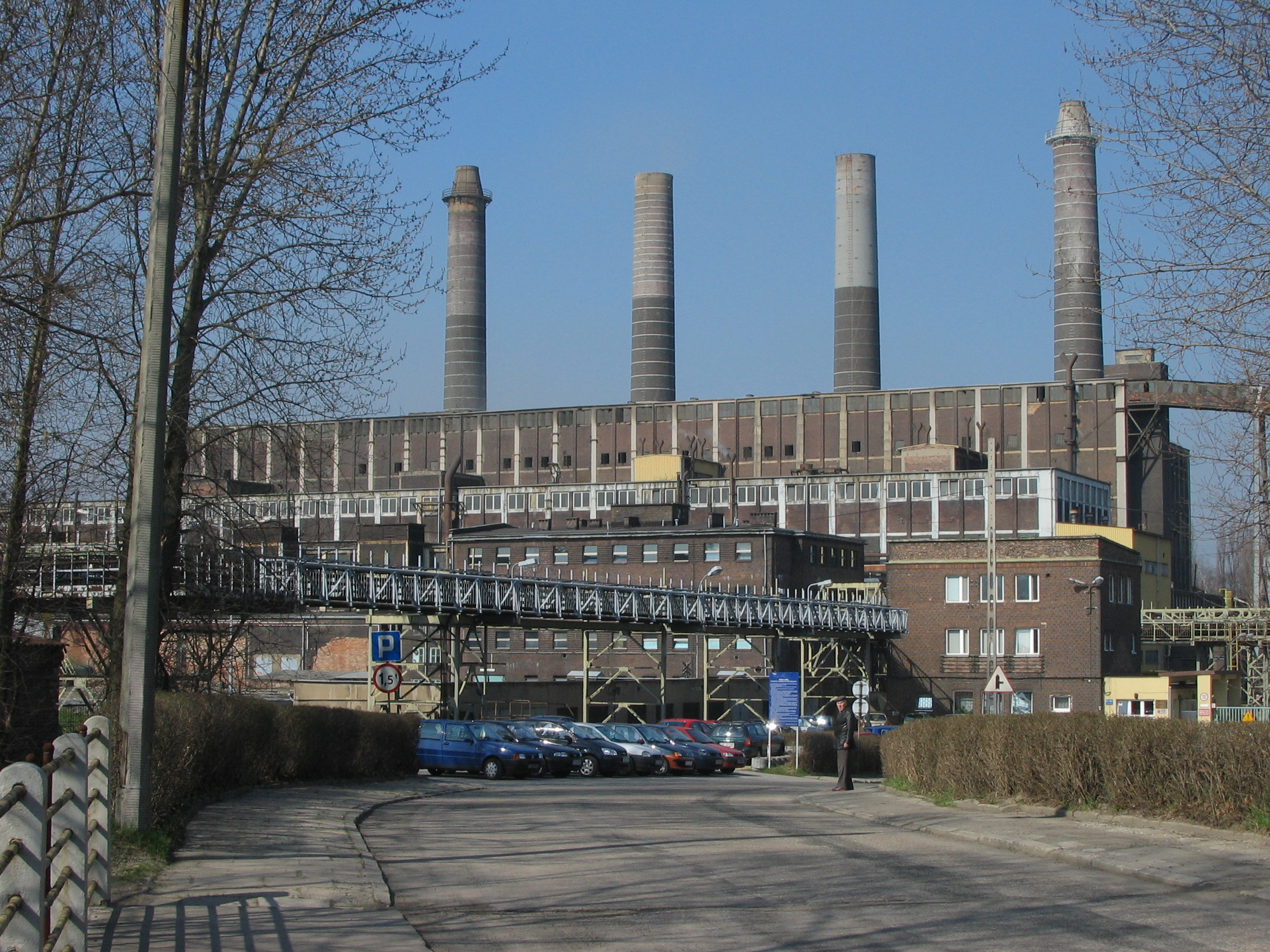
Elektrociepłownia Miechowice

Do 1951 roku Miechowice były samodzielną gminą Miechowice o charakterze przemysłowym. W wyniku przeprowadzonej wówczas reformy administracyjnej zostały włączone do Bytomia. Na terenie miasta nie utworzono dzielnic posiadających własne struktury samorządowe, jednak w odbiorze potocznym oraz w ujęciu historycznym Miechowice, podobnie jak inne obszary miasta, są postrzegane jako dzielnica Bytomia.
W 2006 roku podjęto społeczną inicjatywę powołania Rady Dzielnicy Miechowice i co za tym idzie utworzenia dzielnicy na terenie Miechowic. W ciągu roku zebrano wśród mieszkańców ponad 3700 podpisów popierających tę inicjatywę i 4 lipca 2007 roku złożono w Urzędzie Miasta w Bytomiu wniosek o utworzenie dzielnicy Miechowice. Po weryfikacji zebranych podpisów przez Komisję Regulaminową Rady Miejskiej wniosek ten został przyjęty.
Uchwałą z 26 listopada 2008 roku Rada Miejska w Bytomiu utworzyła dzielnicę Miechowice, a 28 kwietnia 2009 zatwierdziła statut tej dzielnicy. Po uzyskaniu akceptacji statutu przez Wojewodę Śląskiego i ogłoszeniu go w Dzienniku Urzędowym, Prezydent Bytomia ogłosił wybory do Rady Dzielnicy.
Pierwsze wybory do Rady Dzielnicy Miechowice odbyły się 11 października 2009 roku. W wyborach wystartowało 41 kandydatów, którzy kandydowali w czterech okręgach wyborczych i walczyli o 21 mandatów. W wyborach bezpośrednich wybrano 20 radnych, o losie ostatniego 21 mandatu zadecydowało losowanie jednego spośród dwóch kandydatów, którzy uzyskali jednakową liczbę głosów w swoim okręgu.

## Zabytki
- Kościół św. Krzyża – wybudowany w latach 1857–1864, neogotyk (nr rej. A/581/2019[15]).
- Kościół Bożego Ciała – wzniesiony w latach 1914–1917, neobarok.
- Dawne założenie pałacowo-parkowe Thiele-Wincklerów (do lutego 2024 Park Ludowy[16]) – wpisane do rejestru zabytków pod numerem A/1612/95[17] w tym:
  - pozostałości pałacu z lat 1812–1817, zniszczonego w 1945
  - ruina oficyny pałacowej
- Kaplica św. Barbary na Górze Gryca – neogotycka z 1850 roku.
- zespół dawnego ewangelickiego ośrodka opiekuńczego „Ostoja Pokoju” – wpisany do rejestru zabytków pod numerem A/1350/24[18][17], w skład którego wchodzą:
  - neogotycki kościół z 1896 r.
  - plebania wzniesiona w 1894 r. stylu historyzmu
  - dom opieki Ostoja Pokoju z 1890 r. wzniesiony w stylu historyzmu z elementami neogotyku
  - dom opieki Cisza Syjonu wzniesiony w stylu neogotyckim w 1905 r.
  - dom Matki Ewy powstały na przełomie XIX i XX wieku
- osiedle domków fińskich przy ul. Francuskiej – wybudowane w 1947 roku dla górników kopalni Miechowice.

## Towarzystwa
- Towarzystwo Społeczno – Kulturalne Niemców Woj. Śląskiego – koło w Miechowicach

## Herb Miechowic

Dawny herb Miechowic

Herbem Miechowic był wóz drabiniasty z woźnicą, ciągnięty przez jednego konia, nad którym umieszczonych było dziewięć gwiazd. Tło herbu było w górnej części niebieskie, w dolnej żółte.

### Legenda o założeniu Miechowic
Powstanie herbu, a także samej nazwy Miechowice opisuje legenda przytoczona przez Norberta Bonczyka w poemacie Stary Kościół Miechowski. Legenda ta łączy założenie Miechowic z postacią niejakiego Tadeusza Zaborowskiego oraz jego wuja i opiekuna Wacha. Po skazaniu na śmierć biskupa Stanisława ze Szczepanowa część magnatów, nie mogąc pogodzić się z tą decyzją sprzeciwiła się królowi Bolesławowi. Groziło to wygnaniem, a nawet utratą życia. Według legendy śmierć wówczas ponieśli także rodzice Tadeusza Zaborowskiego.
Maleńki Tadeusz po śmierci ojca i matki został przez wuja ukryty w snopku siana i nocą wywieziony z Krakowa na drabiniastym wozie (stąd właśnie miał się wziąć wóz i gwiazdy w herbie). Wach minąwszy gród bytomski, zatrzymał się na odpoczynek u stóp pobliskiego wzniesienia. Czując się bezpiecznie w śląskich granicach wybudował tu skromną chatkę, w której zamieszkał. Po latach, kiedy Tadeusz dorósł, Wach przekazał mu ocalone dokumenty potwierdzające jego pochodzenie i prawa do majątku. Tadeusz Zaborowski odkupił od Bytomia część okolicznych lasów, wykarczował je i założył tu wieś. Po śmierci Wacha, Tadeusz umieścił na jego grobie krzyż, na którym napisano Mniechował. Z biegiem lat słowo to miało przemienić się w dzisiejsze Miechowice, zaś nad grobem Wacha miała stanąć początkowo kaplica, a następnie kościół.